# Bodenseealemannisch
Bodenseealemannisch oder Mittelalemannisch ist ein Dialekt im Ostteil des niederalemannischen Sprachraums.

## Die Alemannen am Bodensee
Im Jahr 15 v. Chr. befahl Kaiser Augustus die Unterwerfung der Kelten und Rätier. Danach legten die Römer am Bodensee Kastelle in Bregenz, Arbon, Eschenz und Konstanz an. Schon um 260 n. Chr. wurde das nördliche Ufer des Bodensees von den Alemannen eingenommen. Erst am Ende des 4. Jahrhunderts n. Chr. haben die Alemannen den Raum bis zu den Alpen übernommen.

## Verbreitung

Das traditionelle Verbreitungsgebiet westoberdeutscher (=alemannischer) Dialektmerkmale im 19. und 20. Jahrhundert. Die bodenseealemannischen Mundarten bilden eine der großen alemannischen Untergruppen.

Gesprochen wird Bodenseealemannisch in folgenden Regionen:
- dem südlichen Allgäu (Allgäuerisch)
- der Baar (Baar-Alemannisch)
- am nördlichen Bodenseeufer und im südlichen Oberschwaben (der äußerste Süden Württembergs und der äußerste Südosten Badens)
- nördliches Vorarlberg mit Wälderisch im Bregenzerwald
- in einigen Schweizer Ufergemeinden des Untersees (mit Übergängen zu den Ostschweizer Dialekten)

Dazu kommen Übergangsgebiete nach dem Schwäbischen und nach dem Hochalemannischen; vgl. den Artikel Mittelalemannisch.
Am ehesten hat sich traditionelles Bodenseealemannisch nur noch auf der Halbinsel Höri und am schweizerischen Unterseeufer zwischen Eschenz und Triboltingen erhalten.
Die alemannische Sprache im Bodenseegebiet selber wurde und wird durch die unterschiedlichen Sprachgewohnheiten in den zwei deutschen Bundesländern Baden-Württemberg und Bayern und in den Nationalstaaten Deutschland, Österreich und Schweiz beeinflusst. Fachkräfte und Verwaltungspersonal kommen nicht immer aus der Bodensee-Region und bringen ihre eigene Sprachprägungen mit.

## Merkmale
Von den westlich anschließenden oberrheinalemannischen Dialekten unterscheidet sich das Bodenseealemannische vor allem durch den Einheitsplural der Verben auf „-et“ statt „-e“, z. B. „mähet“ statt „mähe“ (Hochdeutsch: „mähen/mäht/mähen“). Dieses Merkmal teilt das Bodenseealemannische mit den schwäbischen Dialekten und den schweizerdeutschen Dialekten östlich der Brünig-Napf-Reuss-Linie.
Von den südlich anschließenden hochalemannischen Dialekten in der Schweiz und im südlichen Hegau unterscheidet sich das Bodenseealemannische dadurch, dass die zweite Lautverschiebung bei anlautendem /k/ nicht in Erscheinung tritt. Bodenseealemannisch heißt es also Kind, hochalemannisch dagegen Chind.
Selbst im Landkreis Konstanz gibt es Unterschiede in der Aussprache. Die „Kehlkopflinie“ geht von Iznang nach Singen (Hohentwiel) bis Watterdingen. Südlich wird Hochalemannisch, nördlich Niederalemannisch gesprochen. Für hochdeutsch gesagt kann es in der Dialektvielfalt heißen gseit, gsaat, gsoot, gsoat, gseet.
Die Übergänge zum nördlich anschließenden Schwäbischen sind fließend; in Lindau, Friedrichshafen oder dem Allgäu wird der Dialekt aus historisch-politischen Gründen eher als Schwäbisch bezeichnet.
Im Lauf des 20. Jahrhunderts hat sich die Grenze zum Schwäbischen – vor allem bedingt durch die Mobilität entlang der Linie Ulm – Friedrichshafen – von nördlich von Ravensburg bis an den Obersee verlagert. Die aktuelle Sprache in den zu Deutschland gehörigen Teilen des östlichen Bodenseeraums nähert sich deshalb heute meist dem Schwäbischen. Obwohl die Dialekte nach allgemein bekannten Dialektkarten dem Niederalemannischen angehören, müsste man die modernen Dialekte eher dem Schwäbischen zuordnen. Typisch alemannische Formen (z. B. Huus statt schwäbisch Hous „Haus“, gsi statt schwäbisch gsei/gweä „gewesen“ etc.) hört man heute meist nur noch weiter westlich (Hochrhein) oder in der Schweiz. Besonders bei der älteren Landbevölkerung im westlichen Oberschwaben oder dem Linzgau ist aber die Verwendung des gsi noch geläufig. Jedoch ist eine scharfe Grenze nicht zu verzeichnen, die Sprachgewohnheiten schwanken von Ort zu Ort sehr stark.

## Bodenseealemannische Autoren
- Rosemarie Banholzer
- Manfred Bosch
- Thomas Burth
- Bruno Epple
- Hans Flügel (Dichter)
- Walter Fröhlich
- Eduard Presser
- Hanspeter Wieland

### Theorie
- Die alemannischen Sprachatlanten
- Hans Flügel: We d’ Singemer früehner gschwätzt hond – Unterhaltsame Mundartkunde. Singen/Hohentwiel 1995 (Hegau-Bibliothek 95)
- Peter Faul, Janette Bullinger, Jens Bucher, Kerstin Dürnay: Schwaben in Friedrichshafen. Wià d Hofinger und Buchhorner ihr Seealemannisch verlerned hond. Buch mit DVD-Video (Interviews und Erzählungen, interaktives Hörlexikon „Seealemannisch-Stadtschwäbisch“). Gessler, Friedrichshafen 2006, ISBN 3-86136-109-4
- Eugen Gabriel: Die Mundarten des Bodenseeraumes, in: Schriften des Vereins für Geschichte des Bodensees und seiner Umgebung, 99/100. Jg. 1981/82, S. 281–300 (Digitalisat)
- Konrad Kunze: Alemannisch – was ist das? Grenzen, Geschichte, Merkmale eines Dialekts. In: Hubert Klausmann, Konrad Kunze, Renate Schrambke: Kleiner Dialektatlas. Alemannisch und Schwäbisch in Baden-Württemberg. Waldkircher Verlags-Ges., Waldkirch 2001, ISBN 3-87885-337-8
- Alfons Semler: Die Mundart im Gebiet des Überlinger Sees. In: Badische Heimat 23 (1936) S. 180–186.
- Hugo Steger, Karlheinz Jakob: Raumgliederung der Mundarten. Vorstudien zur Sprachkontinuität im deutschen Südwesten. Kohlhammer, Stuttgart 1983, ISBN 3-17-007999-9

### Wörterbücher
- Peter Auer, Karl Joos: Kleiner seealemannischer Wortschatz. Gehoben auf Konstanzer Grund. Seealemannische Mundartbücher. Konstanz 1988, ISBN 3-922305-34-2
- Wolfgang Fix, Andreas Fuchs, Hermann Hauser: „Seealemannisch“. Ein Langenargener Wörter- und Bilderbuch. Gemeindearchiv, Langenargen 2008
- Hubert Freyas, È baar alemannische Dialègdbroggè. In: Gisela Bachmann (Hrsg.): Markdorf. Geschichte und Gegenwart. Freiburg o. J. (um 1994), ISBN 3-923937-83-0
- Walter Fröhlich (Pseudonym Urban Klingele): Alemannisch für Anfänger. Singen 1978. 35 S. Nachdruck 1988
- Ernst Fuchs: Besondere Ausdrücke und Wendungen der Stockacher Mundart. In: Hegau 29 / 30 (1972/73), S. 191–204. [Forts.] In: Hegau 35 (1978), S. 177–184
- Wolfgang Lechler, Mir schwätzed andersch, See-Alemannische Werter und Sprichwerter us Iberlinge und drumrum. Verlag Ulrich Seutter (2010), ISBN 978-3-938340-30-1
- Heidi Wieland (Hrsg.): So schwätzt me z Konschtanz. (Glossar als Faltblatt, zusammengestellt durch die Mitglieder der Muettersproch-Gsellschaft e. V., Regionalgruppe Seealemanne für de Boddesee), Überlingen, Ende September 2020.[4]

### Bücher auf Bodenseealemannisch
- Rosemarie Banholzer: Glacht und sinniert. Seealemannische Mundartgschichtle. Selbstverlag, Konstanz 1988.
- Rosemarie Banholzer: Geschichten von Wilhelm Busch in alemannischer Mundart, concept design gmbh, Konstanz 1999. Max und Moritz, Hans Huckebein, Plisch und Plum, übertragen in’s Alemannische, ISBN 3-9806314-1-9.
- Rosemarie Banholzer: Mitenand vewobe, concept design gmbh, Konstanz 2000, Illustrationen von Beate Padberg, ISBN 3-9806314-4-3 (im Anhang sind ein paar Seiten mit bodenseealemannischen Ausdrücken und ihrer schriftdeutschen Bedeutung aufgeführt).
- Rosemarie Banholzer: Wenn de Evangelischt Lukas alemannisch gschwätzt het. Das Lukasevangelium mit Bildern von Christine Schmidt-Heck. Weidling Verlag, Stockach-Wahlwies 1992, ISBN 978-3-922095-25-5.
- Rosemarie Banholzer: Alemannisch kocht und gschwätzt. Mit Cartoons von Peter Gaymann, concept design gmbh, Konstanz 2002, ISBN 978-3-00-018654-7.
- Rosemarie Banholzer: Wenn’s weihnachtet. Band 2. Gedichte und Kurzgeschichten in Mundart. Konstanz, 3. Auflage 2005, ISBN 3-9806314-6-X.
- Walter Fröhlich: S Bescht und s Schänscht vum Wafrö. Stadler, Konstanz, Januar 2002.
- Walter Fröhlich: Wie mer’s macht isch’s nint. Denkt de Wafrö. Stadler, Konstanz, Juli 2002.
- Walter Fröhlich: So isch worre. Stadler, Konstanz 2000.
- Walter Fröhlich: Wa i denk – wenn i denk. Be- und sinnliche Gedichtle. Stadler Verlagsgesellschaft, Konstanz 1986, ISBN 3-7977-0150-0.
- Walter Fröhlich: S wird all bleder mont de Wafrö. Stadler, Konstanz, Juli 2002.
- Walter Fröhlich: Jessesna – isch des ä Lebe. 1988.
- Hanspeter Wieland: Sonigs und Sottigs. Dreizehn Mundart-, Alltags-, Klang- und Singgedichte. B. Schlottke, Immenstaad 1984/85.
- Hanspeter Wieland: Bappele hinterefier. Alemannische Gedichte. Drey-Verlag, Gutach 1995, ISBN 3-9804636-1-3.
- Hanspeter Wieland: Schineggler. Alemannische Gedichte aus der Fabrik mit einem Nachsatz in Schafseckel-Deitsch. Drey-Verlag, Gutach 1999, ISBN 3-933765-01-3.
- Hanspeter Wieland: Omma häckerlet de Gaate. Alemannische Gedichte. Drey-Verlag, Gutach 2001, ISBN 3-933765-08-0.

### Übersicht über Dichter in Seealemannisch
- (de/als) Bruno Epple: Mundart im Landkreis Konstanz. In: Landkreis Konstanz (Hrsg.): Daheim im Landkreis Konstanz. Stadler Verlagsgesellschaft mbH, ISBN 3-7977-0388-0, S. 96–100.
- (de/als) Inga Pohlmann: Radolfzeller Mundartliteratur In: Stadt Radolfzell am Bodensee, Abt. Stadtgeschichte (Hrsg.): Von Alefanz bis  Zeno. Brauchtum in Radolfzell (= Schriftenreihe zur Geschichte der Stadt Radolfzell am Bodensee. Band 2). Verlag Stadler, Konstanz 2016, ISBN 978-3-7977-0726-0, S. 123–126. (Hermann Sernatinger, Bruno Epple, Manfred Bosch, Thomas Burth, Klaus-Dieter Reichert, Hanspeter Wieland).

### Bodenseealemannische Kostproben im Internet
- Die Rede des Hemdglonkerkönigs 1957 in Konstanz (D Reed vum Hemmedglonkerkönig in Konschdanz im Johr 1957)
- Rosemarie Banholzer: Hembglonkereie (Hemdglonkereien)
- Eine bodenseealemannische Gruppe (E seealemannische Gruppe zwische Konschdanz und Immestaad, wo alemannisch schwätzt) (Regionalgruppe der Muettersproch-Gsellschaft)
- Hanspeter Wieland: Philippinen